# Platypalpus minutus
Platypalpus minutus is een vliegensoort uit de familie van de Hybotidae. De wetenschappelijke naam van de soort is voor het eerst geldig gepubliceerd in 1804 door Meigen.